# Ticket (magazine)
Pour les articles homonymes, voir Ticket.
Ticket est un magazine hebdomadaire culturel et sportif haïtien créé par le quotidien d'Haïti Le Nouvelliste. 
Le magazine Ticket connaît un succès de diffusion depuis son lancement. Ce magazine aborde les nouvelles sur les vedettes de la chanson, du cinéma et du sport. La ligne éditoriale se veut l'actualité des stars mise en valeur avec reportages, entretiens et photos.